# Scleropilionini
Tribu
Les Scleropilionini sont une tribu d'opilions eupnois de la famille des Phalangiidae.

## Distribution
Les espèces de cette tribu se rencontrent en Asie.

## Liste des genres
Selon World Catalogue of Opiliones (29/03/2023) :
- Redikorcevia Snegovaya & Staręga, 2008
- Scleropilio Roewer, 1911

## Systématique et taxinomie
Cette tribu a été décrite par Snegovaya et Staręga en 2008.

## Publication originale
- Snegovaya & Staręga, 2008 : « Redikorcevia platybunoides gen. & sp. n., a new harvestman from Kazakhstan, with establishment of a new tribe Scleropilionini trib. n. (Opiliones: Phalangiidae). » Acta Arachnologica, vol. 57, no 1, p. 5–7 (texte intégral).